# Quân chủ Tây Ban Nha
Vua Tây Ban Nha (tiếng Tây Ban Nha: Rey de España), hiến pháp gọi là Ngôi vua (la Corona) và thường được gọi chế độ quân chủ Tây Ban Nha (Monarquía de España) hoặc chế độ quân chủ Hispanic (Monarquía Hispánica) là chức vụ đứng đầu Hoàng gia Tây Ban Nha. Chế độ quân chủ bao gồm Vua, hoàng gia, tổ chức thuộc hoàng gia hỗ trợ và tạo điều kiện cho vua thực hiện nhiệm vụ và quyền lực. Chế độ quân chủ hiện tại được đại diện bởi vua Felipe VI, vương  hậu Letizia, con gái Leonor, công nương của Asturias, và Infanta Sofia.
Các cuộc thăm dò thường xuyên tiết lộ rằng chế độ quân chủ của Tây Ban Nha vẫn nhận được đa số ủng hộ từ người dân thời hiện đại, có khoảng 75% người dân Tây Ban Nha được thăm dò xếp Hoàng gia Tây Ban Nha cao hơn, so với các cơ quan chính trị khác. Trong năm 2014 khi vua Filipe VI lên ngôi, có khoảng 72% số người được thăm dò tin rằng chế độ quân chủ cần thiết cho sự ổn định chính trị Tây Ban Nha. Tuy nhiên, hỗ trợ của công chúng đã phần nào bị xói mòn hoặc trở nên thờ ơ sau các vụ bê bối hoàng gia năm 2008 dưới thời vua Juan Carlos dẫn tới sự truyền ngôi cho vua Filipe VI. Chỉ 37% người dân muốn Tây Ban Nha trở lại chế độ Cộng hòa.
Trong năm 2010 chi tiêu cho hoàng gia là 7,4 triệu euro, một trong những mức chi tiêu công thấp nhất so với hoàng gia các nước châu Âu.
Hiến pháp 1978 thiết lập chế độ quân chủ lập hiến như hình thức chính quyền Tây Ban Nha. Hiến pháp 1978 quy định Vua là người đứng đầu Nhà nước, là biểu tượng của sự thống nhất và vĩnh cửu của đất nước. Vua là nguyên thủ đồng thời Tổng tư lệnh các lực lượng vũ trang Tây Ban Nha. Hiến pháp cũng hệ thống hóa việc sử dụng phong cách hoàng gia, danh nghĩa, đặc quyền, sự kế thừa, chi tiêu, và nhiếp chính trong trường hợp vua chưa đủ vị thành niên hoặc tư cách pháp lý. Theo Hiến pháp Vua phân xử và điều hòa chức năng chung của các tổ chức, được coi là đại diện cao nhất của Nhà nước Tây Ban Nha trong các quan hệ quốc tế, đặc biệt là với các quốc gia thuộc cộng đồng lịch sử của Tây Ban Nha. Vua Tây Ban Nha còn là chủ tịch của khối Ibero-America, một tổ chức liên chính phủ quy tụ 25 nước nói tiếng Tây Ban Nha và Bồ Đào Nha ở châu Âu, châu Mỹ và châu Phi, với tổng dân số hơn 700 triệu người trong 24 quốc gia thành viên. Năm 2008 Juan Carlos tự coi là lãnh tụ Ibero-America.
Chế độ quân chủ Tây Ban Nha có nguồn gốc từ Vương quốc Visigoth thành lập tại Tây Ban Nha và Aquitainia trong thế kỷ thứ 5, và Kitô hữu Vương quốc Asturias trong cuộc chiến Reconquista chống lại người Hồi giáo trong thế kỷ thứ 8. Và tới thế kỷ 15 là cuộc kết hôn giữa Isabel I của Castilla với Fernando II của Aragon thống nhất Tây Ban Nha. Đế quốc Tây Ban Nha trở thành quốc gia đầu tiên cử người chinh phục châu Mỹ và hình thành thực dân Tây Ban Nha.

## Ngôi vua, Hiến pháp và đặc quyền hoàng gia
Ngôi vua Tây Ban Nha có nguồn gốc từ Visigothic trong thế kỷ thứ 5 và tiếp tục cho tới nay. Hiến pháp Tây Ban Nha quy định "Vua là người đứng đầu Nhà nước, là biểu tượng của sự thống 
nhất và vĩnh cửu của đất nước. Vua phân xử và điều hòa chức năng chung của các tổ chức, được coi là đại diện cao nhất của Nhà nước Tây Ban Nha trong các quan hệ quốc tế, đặc biệt là với các quốc gia thuộc cộng đồng lịch sử của Tây Ban Nha, và thực hiện các chức năng được Hiến pháp và pháp luật minh định cho mình".
Theo Hiến pháp Tây Ban Nha bỏ phiếu trong cuộc trưng cầu dân ý, quyền lực chủ quyền toả ra từ người dân, cho nên chính người dân trao quyền cho Vua cai trị:
Sau khi lên ngôi, vua phải thề trung thành thực hiện nhiệm vụ của mình theo Hiến pháp và tuân theo Hiến pháp và pháp luật của quốc gia. Ngoài ra, hiến pháp cho Đức vua thêm trách nhiệm đảm bảo rằng tuân theo hiến pháp. Sau cùng, Đức vua thề sẽ tôn trọng quyền của công dân Tây Ban Nha và cộng đồng tự trị. Hoàng thân của Asturias, khi đến tuổi trưởng thành, và quan nhiếp chính nhậm chức, cùng lời thề với của Đức vua và thêm lời thề lòng trung thành với vua.
Bổn phận của Nhà vua bao gồm: 
- Phê chuẩn và công bố các đạo luật.
- Triệu tập, giải tán Nghị viện và kêu gọi bầu cử theo các điều khoản quy định trong Hiến pháp.
- Kêu gọi trưng cầu ý dân theo các trường hợp được quy định trong Hiến pháp.
- Đề xuất ứng cử viên Thủ tướng Chính phủ; chỉ định hoặc bãi nhiệm Thủ tướng Chính phủ trong các trường hợp có thể theo quy định trong Hiến pháp.
- Bổ nhiệm, miễn nhiệm các thành viên của Chính phủ theo đề xuất của Thủ tướng.
- Ban hành các sắc lệnh đã được Hội đồng Bộ trưởng thông qua trao các chức vụ dân sự và quân sự, các danh hiệu danh dự và các giải thưởng phù hợp với quy định của luật.
- Được thông báo về các công việc của Nhà nước và phù hợp với mục đích này, chủ trì các cuộc họp của Hội đồng Bộ trưởng theo yêu cầucủa Thủ tướng vào bất cứ khi nào mà Nhà vua thấy phù hợp.
- Thực hiện quyền chỉ huy tối cao các lực lượng vũ trang.
- Thực hiện các quyền về chính sách khoan hồng theo quy định của luật nhưng không được quyền ân xá chung.
- Thực hiện việc Bảo trợ Cấp cao của Viện Hàn lâm Hoàng gia.

## Tước hiệu, danh xưng, trao danh hiệu

Cờ hiệu Hoàng gia

Hiến pháp Tây Ban Nha 1978 quy định tước hiệu quốc vương là vua Tây Ban Nha, nhưng vua có thể sử dụng nhiều tước hiệu khác gắn liền với ngôi vua. Các tước hiệu được vua Alfonso XIII sử dụng lần cuối trước khi phải đi lưu vong năm 1931, với quy định này của Hiến pháp vua được sử dụng các tước hiệu:
Vua của Công giáo, Vua của Tây Ban Nha (người Tây Ban Nha), Vua của Castile, của León, của Aragon, của Two Sicilies, của Jerusalem, của Navarre, của Granada, của Seville, của Toledo, của Valencia, của Galicia, của Sardinia, của Córdoba, của Corsica, của Murcia, của Jaén, của Algarves, của Algeciras, của Gibraltar, của Quần đảo Canary, của Đông và Tây Ấn, của quần đảo và lục địa Đại dương; Hoàng tử nước Áo; Công tước của Burgundy, của Brabant, của Milan, của Athens và Neopatria; Hầu tước của Habsburg, của Flanders, của Tyrol, của Roussillon, và của Barcelona; Lãnh chúa của Biscay và của Molina de Aragón; Đại tướng chỉ huy & Tổng Tư lệnh tối cao của các lực lượng vũ trang Hoàng gia Tây Ban Nha; Chủ cao quý Tối cao của huân chương Hiệp sĩ và huân huy chương nhà nước Tây Ban Nha.— Chương II Hoàng gia, Điều 56 (2), Hiến pháp Tây Ban Nha 1978.

Theo nghị định Hoàng gia năm 1987, Đức vua và Vương hậu sẽ được có danh xưng chính thức là "đức ngài và đức bà" và cách gọi khác "vua công giáo". Chồng của Nữ hoàng Tây Ban Nha sẽ được mang danh xưng "Hoàng thân" (Su Alteza Real). Ngoài ra, một nữ hoàng góa chồng và chưa lập gia đình, tiếp tục là Vương Thái hậu vẫn mang danh xưng "đức bà". Hoàng tử góa vợ và chưa lập gia đình thì sẽ tiếp tục có danh xưng "hoàng thân". Người thừa kế ngay từ khi sinh ra mang tước hiệu "Hoàng thân Asturias" và các tước hiệu khác gắn liền với lịch sử người thừa kế. Những danh hiệu bổ sung bao gồm "Hoàng thân của Viana" là người thừa kề Vương quốc Navarre; với danh hiệu Hoàng thân của Girona và Công tước của Montblanc là danh hiệu thừa kế Ngôi vua của Aragon. Những người con khác của đức vua được mang tước hiệu Infante hoặc Infanta (Hoàng tử và công chúa). Con của Infante hoặc Infanta của Tây Ban Nha "được cân nhắc tước hiệu quý tộc Tây Ban Nha", và danh xưng "ngài". Nghị định còn bổ sung thêm danh xưng cho nhiếp chính khi đức vua chưa đủ tuổi hoặc khả năng pháp lý. Không có nghị định về tước hiệu và danh xưng cho chắt, cháu đời thứ tư của đức vua đang tại nhiệm.
Sau khi thoái vị năm 2014, Juan Carlos I và vợ Sofia vẫn tiếp tục mang danh xưng của vua và vương hậu Tây Ban Nha.
Đức vua có vị trí trao danh hiệu danh dự Tây Ban Nha được cụ thể hóa trong Hiến pháp. Điều 62 (f)Bổn phận của Nhà vua bao gồm:[...] trao các danh hiệu danh dự và các giải thưởng phù hợp với quy định của luật. Theo Bộ Tư pháp Tây Ban Nha, quý tộc và tước hiệu quý tộc được tạo ra bởi "đặc ân tối cao của đức vua", và có thể truyền cho người thừa kế, và không được bán tước hiệu. Tước hiệu có thể trở lại Ngôi khi chỗ khuyết được xem xét. Nhiều tước hiệu được lập và ghi vào danh sách "tước hiệu vùng lãnh thổ". Hầu hết theo luật kế thừa thì người con đầu sẽ được thừa kế không phân biệt giới tính (năm 2006). Tuy nhiên tước hiệu được kế thừa là người được chỉ định thừa kế, Nối ngôi bằng nhượng lại, hoặc phân tán tước hiệu cho các con- với nhiều tuổi nhất được mang tước hiệu cao nhất, Nối ngôi bằng phân bổ.
Trong suốt thời gian cai trị của mình vua Juan Carlos trao quý tộc cho 2 Thủ tướng có đóng góp chính trị quan trọng: Adolfo Suárez, được biết tới Công tước của Suárez đệ nhất và Leopoldo Calvo-Sotelo người được biết tới Nữ hầu tước của la Ría de Ribadeo. Tất cả chính trị gia vẫn tiếp tục hoạt động chính trị.
Đức vua không những ban cho huân huy chương quân sự và dân sự, mà còn cấp trao tặng biểu hiện danh dự, tước hiệu, danh hiệu, thông thường theo lời khuyên của chính phủ. Huân chương Charles III là huân chương dân sự được trao cho "công dân với nỗ lực không ngừng, với sáng kiến và công việc, đã mang tới sự xuất sắc và đặc biệt phục vụ Nhà nước". Huân chương chữ thập của Saint Ferdinand là huân chương quân sự cao nhất trao cho lòng dũng cảm. Các huân chương khác gồm: Huân chương Hiệp sĩ Tây Ban Nha (Orden del Toisón de Oro), Huân chương Isabella Công giáo, Huân chương Alfonso X, Huân chương Hoàng gia và quân đội Saint Hermenegild, Huân chương Saint Raimundo de Penafort, Huân chương Quân công, Huân chương công trạng Hải quân, Huân chương công trạng Không quân, Huân chương công trạng Dân sự, Huân chương công trạng Văn hóa, Huân chương Calatrava, Huân chương Hiệp sĩ Santiago, Huân chương Sant Jordi d'Alfama, Huân chương Alcántara, và một số khác.

### Bất khả xâm phạm và khi quân
Đức vua có quyền bất khả xâm phạm cá nhân không thể bị truy tố được thực hiện bởi bộ trưởng chính phủ. Những điều luật thể hiện về sự bất khả tối cao trong chế độ quân chủ lập hiến. Các khái niệm pháp lý tương tự tại các quốc gia dân chủ khác, quyền bất khả của Quốc hội, quyền bất khả tư pháp, quyền bất khả hạn chế tại Hoa Kỳ.
Nhà vua là bất khả xâm phạm về thân thể và không phải chịu bất kỳ trách nhiệm nào. Các sắc lệnh của Vua phải luôn được tiếp ký theo phương thức được quy định tại Điều 64. Nếu không có sự tiếp ký như vậy, các sắc lệnh này sẽ không có giá trị, trừ những trường hợp được quy định tại Khoản 2, Điều 65.— Chương II Hoàng gia, Điều 56 (3), Hiến pháp Tây Ban Nha năm 1978.

Khái niệm "lèse majesté" (tội khi quân) hiện có trong luật học tiếng Tây Ban Nha, là tội ác hay tấn công vi phạm nhân phẩm của nguyên thủ quốc gia hay chính quốc. Theo điều 56 Đức vua và phẩm giá của Tây Ban Nha là một và giống nhau "Vua là người đứng đầu Nhà nước, là biểu tượng của sự thống nhất và vĩnh cửu của đất nước". Tội khi quân từ mức phạt tiền cho tới 2 năm tù. Khái niệm này tương tự việc đốt cờ tại các nước dân chủ khác. Ngoài ra tội khi quân còn áp dụng cho nguyên thủ nước ngoài tới Tây Ban Nha, các thành viên Hoàng gia, Chủ tịch Chính phủ được đức vua bổ nhiệm.
Tạp chí trào phúng El Jueves bị phạt vì đã vi phạm luật lèse majesté sau khi cho phát hành một ấn bản với một biếm họa trên bìa mặt 2007, trong đó thái tử và công chúa Asturias đang làm tình. Năm 2008, 400 người ủng hộ ly khai Catalonia đốt hình vua và hoàng hậu ở Madrid, và trong năm 2009, 2 người ủng hộ ly khai Galician đã bị phạt vì đốt hình nộm của vua.

## Thừa kế và nhiếp chính

### Thừa kế
Điều 57 Hiến pháp Tây Ban Nha quy định về người thừa kế
Ngai vàng Tây Ban Nha sẽ được thế tập bởi những người kế vị Đức Vua Juan Carlos I nhà Borbón Đệ nhất - là người thừa kế hợp pháp của triều đại trong lịch sử. Việc kế vị ngai vàng phải được thực hiện theo thứ tự chung theo nguyên tắc thế tập và đại diện, các dòng đầu tiên luôn luôn được ưu tiên hơn các dòng tiếp theo, trong cùng một dòng, thế hệ cận huyết hơn được ưu tiên hơn, trong cùng một thế hệ, nam được ưu tiên hơn với nữ, và trong cùng một giới thì người cao tuổi ưu tiên hơn so với trẻ tuổi.— Chương II Ngai vàng, Điều 57 (1), Hiến pháp Tây Ban Nha năm 1978.

Hiến pháp cũng quy định thêm rằng "Nếu tất cả các dòng được chỉ định theo quy định của pháp luật đều không còn người kế vị, Nghị viện sẽ đề nghị người kế thừa Ngai vàng theo cách thức phù hợp nhất với lợi ích của Vương quốc Tây Ban Nha."
Danh sách kế vị vua Filipe VI:
1. Nữ Thân vương của Asturias, con gái lớn của đức vua
2. The Infanta Sofía, con gái nhỏ của đức vua
3. The Infanta Elena, Duchess of Lugo, con gái lớn của vua Juan Carlos I.
4. Ngài Felipe Juan Froilán de Marichalar y de Borbón, con trai của Infanta Elena.
5. Ngài Victoria Federica de Marichalar y de Borbón, con gái của Infanta Elena.
6. The Infanta Cristina, Duchess of Palma de Mallorca, con gái nhỏ của vua Juan Carlos I.
7. Ngài Juan Urdangarín y de Borbón, con trai cả của Infanta Cristina.
8. Ngài Pablo Urdangarín y de Borbón, con trai giữa của Infanta Cristina.
9. Ngài Miguel Urdangarín y de Borbón,con trai nhỏ của Infanta Cristina.
10. Ngài Irene Urdangarín y de Borbón, con gái của Infanta Cristina.

### Nhiếp chính
Điều 59 Hiến pháp quy định
Trong trường hợp Nhà vua chưa đạt độ tuổi quy định, cha hoặc mẹ của Nhà vua hoặc trong trường hợp không có hai người này thì sẽ là người họ hàng lớn tuổi nhất về độ tuổi pháp lý và gần gũi nhất trong việc kế vị ngai vàng theo thứ tự được thiết lập trong Hiến pháp, sẽ ngay lập tức được chỉ định chức vụ Nhiếp chính trong suốt thời gian Nhà vua còn đang ở độ tuổi vị thành niên.— Chương II Ngai vàng, Điều 59 (1), Hiến pháp Tây Ban Nha năm 1978.

Hiến pháp đồng thời cũng quy định nếu đức vua không đủ khả năng thực hiện quyền được Nghị viện công nhận, thì Thái tử, nếu đủ độ tuổi quy định, sẽ ngay lập tức được chỉ định chức vụ Nhiếp chính. Nếu không đủ độ tuổi quy định, các thủ tục nêu trong khoản trên được áp dụng cho đến khi Thái tử đủ độ tuổi quy định. Trong trường hợp không có người đủ điều kiện để trao quyền nhiếp chính, Nghị viện chịu trách nhiệm lựa chọn người nhiếp chính và chế độ nhiếp chính sẽ được thực hiện bởi một, ba hoặc năm người. Chức vụ Nhiếp chính sẽ được thực hiện theo sự uỷ nhiệm của Hiến pháp, và luôn luôn thay mặt cho Nhà vua.

## Nhà vua, Chính phủ và Quốc hội
Hiến pháp quy định trách nhiệm của Chính phủ. Chính phủ bao gồm Chủ tịch và các bộ trưởng của quốc gia. Chính phủ thực hiện đối nội và đối ngoại, chính quyền dân sự và quân sự, quốc phòng dưới tên của đức vua. Ngoài ra chính phủ thực thi quyền hành pháp theo luật định. Đặc quyền trực tiếp và tối cao của đức vua với Chính phủ là bổ nhiệm Chủ tịch Chính phủ (Presidente del Gobierno de España). Điều 99 Hiến pháp 1978 quy định:

- (1) Sau mỗi kỳ bầu cử Hạ nghị viện và trong các trường hợp khác

quy định theo Hiến pháp, Nhà vua sẽ đề cử một ứng cử viên cho vị trí Thủ tướng Chính phủ sau khi tham khảo ý kiến của các đại diện được chỉ định bởi các nhóm chính trị có ghế tại Nghị viện và ý kiến của Chủ tịch Hạ viện.
- (2) Ứng cử viên được đề cử theo quy định của khoản trên sẽ trình Hạ viện chương trình chính trị của Chính phủ do mình chuẩn bị và sẽ được Hạ viện xem xét tín nhiệm.— Chương IV Chính phủ và bộ máy hành chính, Điều 99 (1)&(2), Hiến pháp Tây Ban Nha năm 1978.

Quốc hội và Chính phủ có nhiệm kỳ không quá 4 năm hoặc khi Chủ tịch Chính phủ thảo luận với nhà vua về việc giải tán Quốc hội, tổ chức cuộc tổng tuyển cử mới. 

## Chấp thuận Hoàng gia, tư pháp và ban hành luật pháp
Hiến pháp quy định Vua có quyền chấp thuận và ban hành luật nằm trong Phần III Nghị viện Chương 2 Soạn thảo dự luật trong Hiến pháp. Điều 91 quy định trong thời gian 15 ngày, Nhà Vua sẽ đưa ra quyết định phê chuẩn dự án luật của Nghị viện và phải lập tức ban hành cũng như ra lệnh công bố dự luật. Điều 92 quy định việc trưng cầu ý dân do Nhà vua tuyên bố theo đề nghị của Thủ tướng Chính phủ sau khi đã nhận được sự ủy quyền trước đó của Hạ nghị viện.
Hiến pháp không quy định việc bác bỏ trực tiếp của nhà vua, tuy nhiên cũng không cấm nhà vua có thể thu hồi phê chuẩn hoàng gia, bác bỏ hiệu quả. Năm 2005 khi truyền thông hỏi trực tiếp vua Juan Carlos I về dự thảo luật hôn nhân đồng giới (ngụ ý có thể không công nhận dự thảo), Juan trả lời "Soy el Rey de España y no el de Bélgica" (tôi là vua của Tây Ban Nha, không phải của Bỉ)- nhắc đến vua Bỉ Baudouin I không chịu ký dự luật phá thai tại Bỉ.
Phần VI Tư pháp trong Hiến pháp Tây Ban Nha quy định tư pháp của Tây Ban Nha "Công lý bắt nguồn từ nhân dân và được thực thi nhân danh Nhà vua bởi các thẩm phán và các quan tòa thuộc nhánh quyền lực tư pháp với vị trí độc lập". Đức vua có đặc quyền chỉ định 20 thành viên của Đại hội đồng Tư pháp có quyền tư pháp tối cao Tây Ban Nha (Tòa án Tối cao Tây Ban Nha), rồi chỉ định 1 Chánh án Tòa án Tối cao theo đề nghị của Đại hội đồng Tư pháp. Tuy nhiên theo quy ước việc đề cử của nhà vua có sự tham vấn của Chính phủ hiện tại. 
Đại hội đồng Tư pháp bao gồm Chánh án Tòa án Tối cao, đồng thời là người người chủ trì Đại hội đồng, và hai mươi thành viên do Nhà vua chỉ định theo nhiệm kỳ năm năm. Trong đó, mười hai người là thẩm phán và quan tòa của tất cả các lĩnh vực theo quy định của đạo luật cơ bản, bốn người do Hạ viện và bốn người do Thượng viện đề cử theo hình thức bầu chọn trong số các luật sư và luật gia có kiến thức với hơn 15 năm thâm niên nghề nghiệp. Việc bầu chọn ở cả Hạ viện và Thượng viện để đề cử đều đòi hỏi phải được ba phần năm tổng số thành viên của mỗi Viện chấp thuận.— Điều 122 (1) Phần VI Tư pháp, Hiến pháp Tây Ban Nha 1978.

Ngoài ra, nhà vua có thể bổ nhiệm Công tố viên Nhà nước theo đề nghị của Chính phủ sau khi đã tham khảo ý kiến với Đại hội đồng tư pháp. Nhà vua có thể sử dụng lòng khoan dung theo quy định của pháp luật (có quyền ân xá), và không cho áp dụng đối với Thủ tướng và các thành viên khác 
của Chính phủ phải chịu trách nhiệm hình sự trước Tòa Hình sự của Tòa án tối cao và tội danh phản quốc theo điều 62 và 102 của Hiến pháp.

## Nhà vua và đối ngoại
Nhà vua có quyền bổ nhiệm đại sứ tại nước ngoài và nhận quốc thư từ đại sứ các nước. Tuy nhiên Chính phủ hiện tại quản lý chính sách ngoại giao thay mặt nhà vua. Ngoài ra, nhà vua còn có thể chấp thuận các hiệp ước hợp tác phù hợp với Hiến pháp.
Với vương quyền của mình, trong những năm đầu lên ngôi vua Juan Carlos thực hiện chính sách Đối mặt với quá khứ và Hòa giải, cải thiện đáng kể vị thế của Tây Ban Nha trên trường quốc tế. Nhà vua hòa giải mối quan hệ lịch sử với Hà Lan và cải thiện mối quan hệ với Pháp, Đức dẫn tới việc Tây Ban Nha trở thành thành viên của EU và NATO. Trong mối quan hệ giữa chính quyền Franco với Giáo hoàng trong việc cải cách Công đồng Vaticanô II, cá nhân Juan Carlos đã gặp Giáo hoàng liên tiếp cải tiến đáng kể mối quan hệ ngoại giao giữa Toà Thánh và Tây Ban Nha, và với Giáo hoàng Paul VI đã ban phúc cho Juan Carlos trong công cuộc cải cách dân chủ. Hiến pháp cho vua đặc biệt trách nhiệm xúc tiến quan hệ Tây Ban Nha với thành viên của cộng đồng lịch sử của nó, quốc gia trước đây một phần lãnh thổ của Tây Ban Nha cũng như quan hệ với Bồ Đào Nha và Brasil. Thực hiện trách nhiệm này, vua của Tây Ban Nha làm Chủ tịch của 24 thành viên Tổ chức Ibero-America. Năm 2008 vua Juan Carlos được bình chọn là lãnh đạo nổi tiếng nhất trong tổ chức Ibero-America.
Vua được Bộ Ngoại giao giúp đỡ trong việc quan hệ ngoại giao, và thành viên cấp cao của bộ Ngoại giao luôn có sẵn khi nhà vua ở nước ngoài và đại diện cho Tây Ban Nha. Hoàng gia phối hợp thực hiện với bộ Ngoại giao để đảm bảo ngoại giao thành công. Ngoài ra các thành viên khác của Vương thất, đặc biệt là Thân vương Asturias có thể đại diện cho Tây Ban Nha trên trường quốc tế. Mặc dù chế độ quân chủ độc lập với Chính phủ, nhưng để thống nhất chính sách ngoại giao các bài diễn văn của Vương thất được thảo luận tại bộ Ngoại giao, để đảm bảo sự thống nhất giữa quan điểm của nhà vua và chính sách ngoại giao của Chính phủ. Khi cần thiết nhà vua và Chính phủ có thể tập trung vào 2 khía cạch khác nhau trong 1 cam kết ngoại giao. Nhà vua có thể nhấn mạnh một khía cạnh việc thúc đẩy dân chủ và mối quan hệ lịch sử; trong khi chính phủ tập trung vào các chi tiết kế hoạch chiến lược và phối hợp song phương.

## Nhà vua là Tổng tư lệnh Tối cao
Vai trò của Ngôi vua trong lực lượng vũ trang Tây Ban Nha ăn sâu vào truyền thống và lòng yêu nước khi được biểu lộ trong biểu tượng và lịch sử quân sự. Vai trò của vua Tây Ban Nha trong hệ thống cấp bậc của lực lượng được quy định bằng hiến pháp 1978, và các luật thành văn (đạo luật của quốc hội, Nghị định Hoàng gia v.v).
Bổn phận của Nhà vua bao gồm [...] Thực hiện quyền chỉ huy tối cao các lực lượng vũ trang— Phần II Ngôi vua, điều 62 Hiến pháp Tây Ban Nha 1978

Nhà vua thực hiện Tổng tư lệnh tối cao các lực lượng vũ trang và quyền hạn khác đến quốc phòng được quy định trong Hiến pháp và các bộ luật khác— Phần I Ngôi vua, Điều 3 Luật Quốc phòng,17/11/2005

Tuy nhiên trong Phần IV Hiến pháp trao quyền quản lý lực lượng vũ trang và đề ra chính sách quốc phòng với chủ tịch Chính phủ, viên chức dân sự được đề cử và nhà vua bổ nhiệm, được Đại hội Đại biểu xác nhận bầu cử, là người đại diện cho Tây Ban Nha.
Nghị định Hoàng gia #1310 ngày 5/10/2007 yêu cầu Hội đồng Quốc phòng báo cáo với nhà vua, và nhà vua là chủ tịch Hội đồng khi tham gia phiên họp. Hội đồng Quốc phòng Quốc gia là cơ quan tư vấn cao nhất của Tây Ban Nha về các vấn đề an ninh, quốc phòng và thực hiện các chức năng cơ bản như Hội đồng An ninh Quốc gia Mỹ. Vua Juan Carlos đã chủ trì cuộc họp đầu tiên của Hội đồng vào ngày 10/11/2007, lúc đó mới được đề xuất Chỉ huy Quốc phòng Quốc gia được xem xét cùng với các nhiệm vụ hòa bình đang diễn ra ở Afghanistan, Kosovo, Bosnia và Lebanon.
Là Tổng Tư lệnh tối cao, nhà vua có quân hàm bậc cao nhất trong lực lượng vũ trang Tây Ban Nha. Quân hàm của vua bao gồm Tướng Chỉ huy Lục quân, Hải quân, Không quân. Nhà vua là người chỉ huy trong quân đội nắm cấp bậc tướng 5 sao. Nhà vua có sự quan tâm đến tất cả các khía cạnh của chính sách quân sự bằng chứng là "sự tham gia trực tiếp trong lực lượng vũ trang Tây Ban Nha". Việc tham gia trong quân đội xuất phát từ nhiệm vụ hiến định là "phân xử và ôn hòa" công việc thường xuyên trong nhà nước. Phục vụ trong lực lượng vũ trang là điều bắt buộc với người kế vị, và Juan Carlos phục vụ trong các nhánh khác nhau của quân đội trước khi ông lên ngôi vua. Tương tự như vậy, Hoàng tử Philip, Thân vương của Asturias, đã phục vụ trong lực lượng vũ trang.

## Danh sách nguyên thủ quốc gia Tây Ban Nha

### Vương quốc Tây Ban Nha(1479-1873)

#### Triều đại Trastámara(1479-1555)
- Isabel I (1474-1504)
- Fernando V & II (1475-1516)
- Juana I (1516-1555)
- Philipp I (tháng 6, 1506 - tháng 9, 1506)

#### Triều đại Habsburg(1516-1700)
- Carlos I (1516-1556)
- Felipe II (1556-1598)
- Felipe III (1598-1621)
- Felipe IV (1621-1665)
- Carlos II (1665-1700)

#### Triều đại Bourbon(1700-1808)
- Felipe V (1700-1724)
- Luis I (tháng 1 năm 1724 - tháng 8 năm 1724)
- Felipe V (1724-1746)
- Fernando VI (1746-1759)
- Carlos III (1759-1788)
- Carlos IV (1788-1808)
- Fernando VII (tháng 3 năm 1808 - tháng 5 năm 1808)

#### Triều đại Bonaparte(1808-1813)
- Joseph I (1808-1813)

#### Triều đại Bourbon(1813-1868)
- Fernando VII (1813-1833)
- Isabel II (1833-1868)

#### Triều đại Savoy(1870-1873)
- Amadeo I (1870-1873)

### Đệ Nhất Cộng hòa Tây Ban Nha(1873-1874)
- Estanislao Figueras (tháng 2 - tháng 6 năm 1873)
- Francisco Pi y Margall (tháng 6 - tháng 7 năm 1873)
- Nicolás Salmerón y Alonso (tháng 7 - tháng 8 năm 1873)
- Emilio Castelar y Ripoll (1873-1874)
- Francisco Serrano y Domínguez (tháng 1 - tháng 12 năm 1874)

### Vương quốc Tây Ban Nha(1874-1931)

#### Triều đại Bourbon(1874-1931)
- Alfonso XII (1874-1885)
- Alfonso XIII (1886-1931)

### Đệ Nhị Cộng hòa Tây Ban Nha(1931-1939)
- Niceto Alcalá-Zamora (1931-1936)
- Diego Martínez Barrio (quyền tổng thống, tháng 4 - tháng 5 năm 1936)
- Manuel Azaña (1936-1939)

### Tây Ban Nha thời đại Franco(1936-1975)
- Francisco Franco (1936-1975)
- Alejandro Rodríguez de Valcárcel (20 - 22 tháng 11 năm 1975)

### Vương quốc Tây Ban Nha(1975-nay)

#### Triều đại Bourbon(1975-nay)
- Juan Carlos I (1975-2014)
- Felipe VI (2014-nay)